# Ли Ён Джин
Ли Ён Джин (кор. 이영진; 27 октября 1963, Сеул, Республика Корея) — южнокорейский футболист, играл на позиции полузащитника. По завершении игровой карьеры — футбольный тренер.
На протяжении всей игровой карьеры играл за клуб «Сеул», а также национальную сборную Южной Кореи.

## Клубная карьера
Родился 27 октября 1963 года в городе Сеул. Карьеру футболиста начала выступлениями за юношескую команду университета Инчхон.
Во взрослом футболе дебютировал в 1986 году выступлениями за команду клуба «Сеул», цвета которого защищал на протяжении всей своей карьеры, которая длилась двенадцать лет.

## Выступления за сборную
В 1989 году дебютировал в официальных матчах в составе национальной сборной Южной Кореи. В течение карьеры в национальной команде, которая длилась 6 лет, провёл в форме главной команды страны 51 матч, забив 1 гол.
В составе сборной был участником чемпионата мира 1990 года в Италии, чемпионата мира 1994 года в США. На первом из этих турниров принял участие лишь в одной игре группового этапа против сборной Бельгии, выйдя на замену в начале второго тайма. На втором же играл во всех трёх матчах, в которых команда одержала две ничьи, заняв третье место в группе, тем самым не смогла выйти в следующий этап турнира.

## Карьера тренера
В последний год выступлений на футбольном поле стал играющим тренером. После завершения карьеры игрока остался в родном клубе «Сеул», став одним из тренеров команды. Покинул клуб в 2005 году, однако уже в 2007 году к нему вернулся, став на следующие два года помощником главного тренера футбольной команды..
С 2010 по 2011 и с 2015 по 2016 годы возглавлял «Тэгу».